# Tellima
Tellima es un género con 25 especies de plantas de flores de la familia Saxifragaceae. 

## Especies seleccionadas
- Tellima affinis
- Tellima australis
- Tellima bolanderi
- Tellima breviflora
- Tellima breviloba
- Tellima bulbifera

- Datos: Q13390019
- Multimedia: Tellima / Q13390019
- Especies: Tellima